# 長崎歴史文化博物館
長崎歴史文化博物館（ながさきれきしぶんかはくぶつかん、Nagasaki Museum of History and Culture）は、長崎県長崎市立山にある長崎県立および長崎市立の博物館である。

## 概略
2005年（平成17年）11月に開館。長崎県と長崎市が行政の垣根を越え予算と収蔵品を出し合い設置した。管理・運営は、指定管理者制度により、民間企業の乃村工藝社が行っている。館のメインテーマは「近世長崎の海外交流史」だが、民間企業が運営していることもあり、さまざまなジャンルの企画展や集客イベントを積極的に行っている。名誉館長には脚本家の市川森一、初代館長は前常磐大学学長の大堀哲が就任した。

## 施設
歴史文化展示ゾーン、長崎奉行所ゾーン、長崎歴史情報コーナー、伝統工芸体験工房、資料閲覧室、ショップ・レストランがある。その他の施設として、企画展示室、イベントの間、イベント広場、ホールがある。
長崎奉行所立山役所の御白洲では、土、日、祝日に20分ほどの寸劇が行なわれて、当時の裁判の様子を再現している。開始時間は11:00、12:00、14:00、15:00、16:00。寸劇終了後は記念撮影時間が設けてある。
寸劇は、県内の大学生や県民が寸劇ボランティアとして約21名参加している。
同館で上映される長崎奉行の一年を描いた立体映画には俳優の風間杜夫が長崎奉行・遠山景晋役で出演している。

## 主な収蔵品

### 重要文化財
- 長崎奉行所関係資料 - 文書記録類1,176点、絵図・地図類66点

鎖国時における海外への窓口であった長崎の様子を知る貴重な資料である。中でも、約200年間にわたる長崎奉行の判決記録「犯科帳」は、法制史の貴重な資料であるとともに、多くの歴史小説や時代劇のネタ本にもなっている。
- 紙本著色泰西王侯図　六曲一双
- 絹本著色鯉魚跳龍門図　熊斐筆（2019年指定）[4]
- 安政二年日蘭条約書（羊皮紙）1856年1月30日 附:安政二年日蘭条約書和文写等13冊

### その他
- 唐蘭館図（とうらんかんず）：シーボルトのお抱え絵師だった川原慶賀の手による。歴史の教科書などによく登場する（国の重要美術品、19世紀）
- 南蛮人来朝之図（なんばんじんらいちょうのず）：南蛮貿易の様子を書いた屏風、歴史の教科書などで見かける（国の重要美術品、17世紀）
- 上野彦馬写真機：坂本龍馬の写真や、日本初の従軍カメラマンとしても知られる彦馬が使っていたという写真機

## 建築
長崎県立美術博物館が閉鎖され、当博物館と長崎県美術館とに分離される際に、旧美術博物館の敷地と、同館に隣接していた旧長崎県知事公舎の敷地に建てられた。3階建。建設時には旧長崎奉行所の石段や庭園などの遺構が出土した。石段は補強され、奉行所門側のエントランスとして活用されている。設計は日本を代表する建築家黒川紀章。同館の西側には長崎原爆投下時に、第一報を政府や軍に打電した立山防空壕（旧長崎県防空本部）が残っている。同館のオープンにあわせ壕内を整備、周辺が公園化され、一般公開されている（無料）。

## 利用情報
- 開館時間 : 8:30 - 19:00（最終入館18:30）　※12/30-1/3は開館時間が10:00 - 18:00
- 休館日 : 第3火曜日（その日が祝日の場合は翌日）。
- 観覧料 : 大人630円、小・中学生、高校生310円。前売・団体料金は大人500円、小・中学生、高校生250円。企画展は別料金。長崎県内在住の小・中学生は無料。
- 公式ファンクラブ「れきぶん友の会」の会員は年会費5000円で1年間入場無料（事実上の年間パスポート）。
- エヌタスTカードの電子マネー（エヌタスマネー）利用で観覧料割引。

## 交通アクセス
- JR九州 長崎駅
- 長崎電気軌道 桜町電停、市民会館電停、諏訪神社電停のいずれかを下車後、徒歩7分。

長崎駅前より、3番系統蛍茶屋行きの路面電車に乗車。
- 県営バス長崎歴史文化博物館バス停（風頭町-夢彩都・長崎県美術館）は、屋内駐車場内で乗降可。
- 長崎バス・県営バス桜町公園前、市役所前バス停下車後、徒歩5分[5]。

長崎駅前東口バス停から市役所経由のバスに乗車。

## 周辺
- 旧長崎県立長崎図書館
- 立山防空壕
- 諏訪神社
- 日本銀行長崎支店
- 長崎市立桜町小学校
- 長崎市役所
- 長崎市公会堂
- 長崎警察署

## 関連事項
- 長崎県立美術博物館
- 長崎県美術館
- 長崎市恐竜博物館